# Laurent Pianelli de la Valette

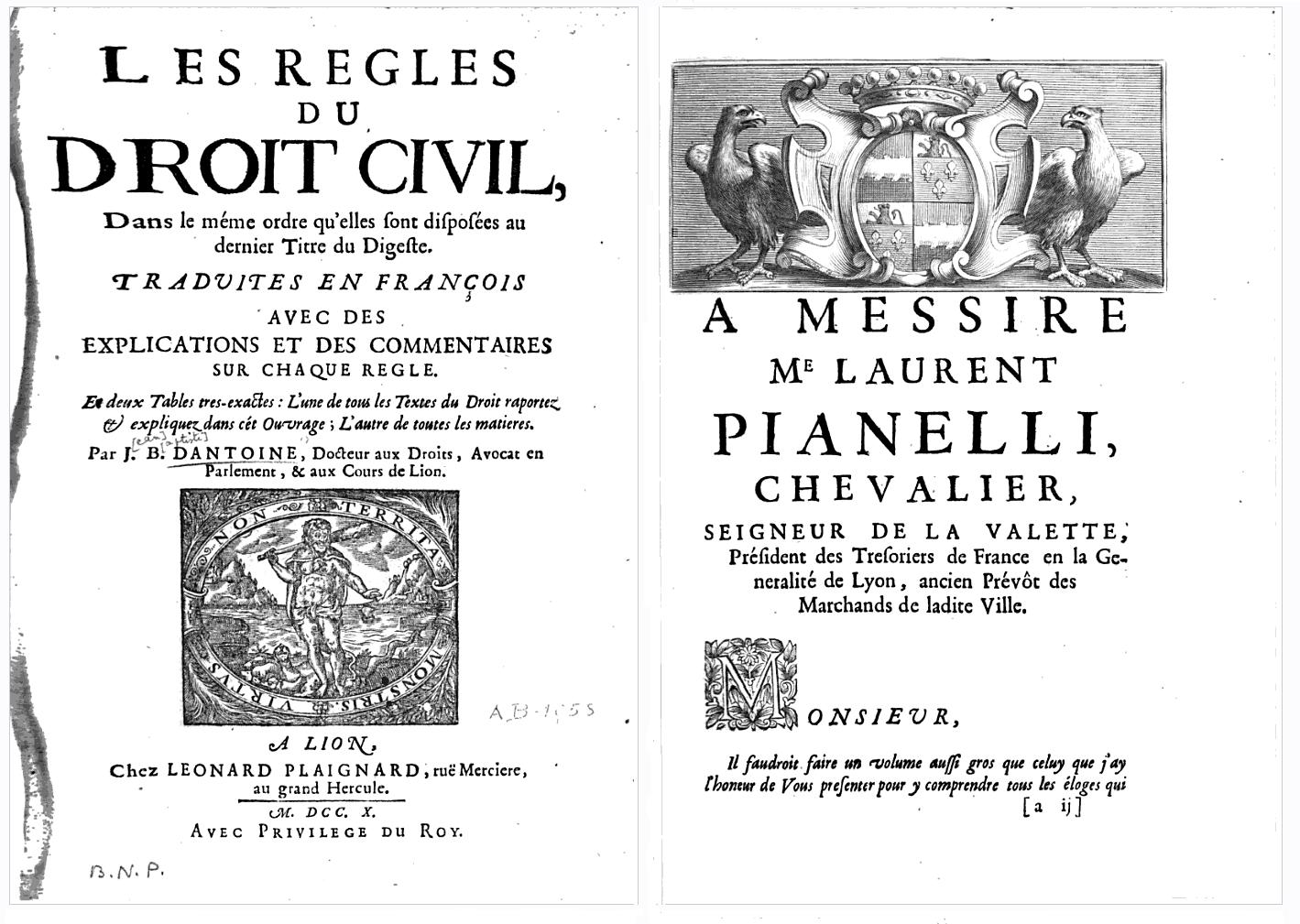
A Pianelli de la Valette címer Jean Baptiste Dantoine 1705-ös művének ajánlásában

Laurent Pianelli de la Valette (1644–1718) francia heraldikus.
Franciaország kincstárnoka, a pénzügyi hivatal elnöke és a lyoni akadémia egyik korai tagja volt, melynek üléseit a hivatalában tartották. Lyonnais, Beaujolais és Forez tartományokra vonatkozó régi kéziratokat gyűjtött, melyek többségét valószínűleg a La Mure örökösöktől vásárolta. Ezeket egyik leszármazottja Maubec kastélyában őrizte, de a francia forradalom alatt emigrált és a dokumentumok nagy része Yonne megye székhelyére, Auxerre városába kerültek, ahol Laire atya, a városi könyvtáros őrizetében fennmaradtak.     
Írt egy heraldikai művet is.

## Művei
- Pianelli de La Valette, Laurent: Abrégé nouveau et méthodique du blason... Lyon : T. Amaulry, 1705
- Pianelli de La Valette, Laurent:  Abrégé nouveau et méthodique du blason... Lyon : T. Amaulry, 1722

## Külső hivatkozások
- Pianelli 1705-ös művének PDF változata